# Żmijowe Skały

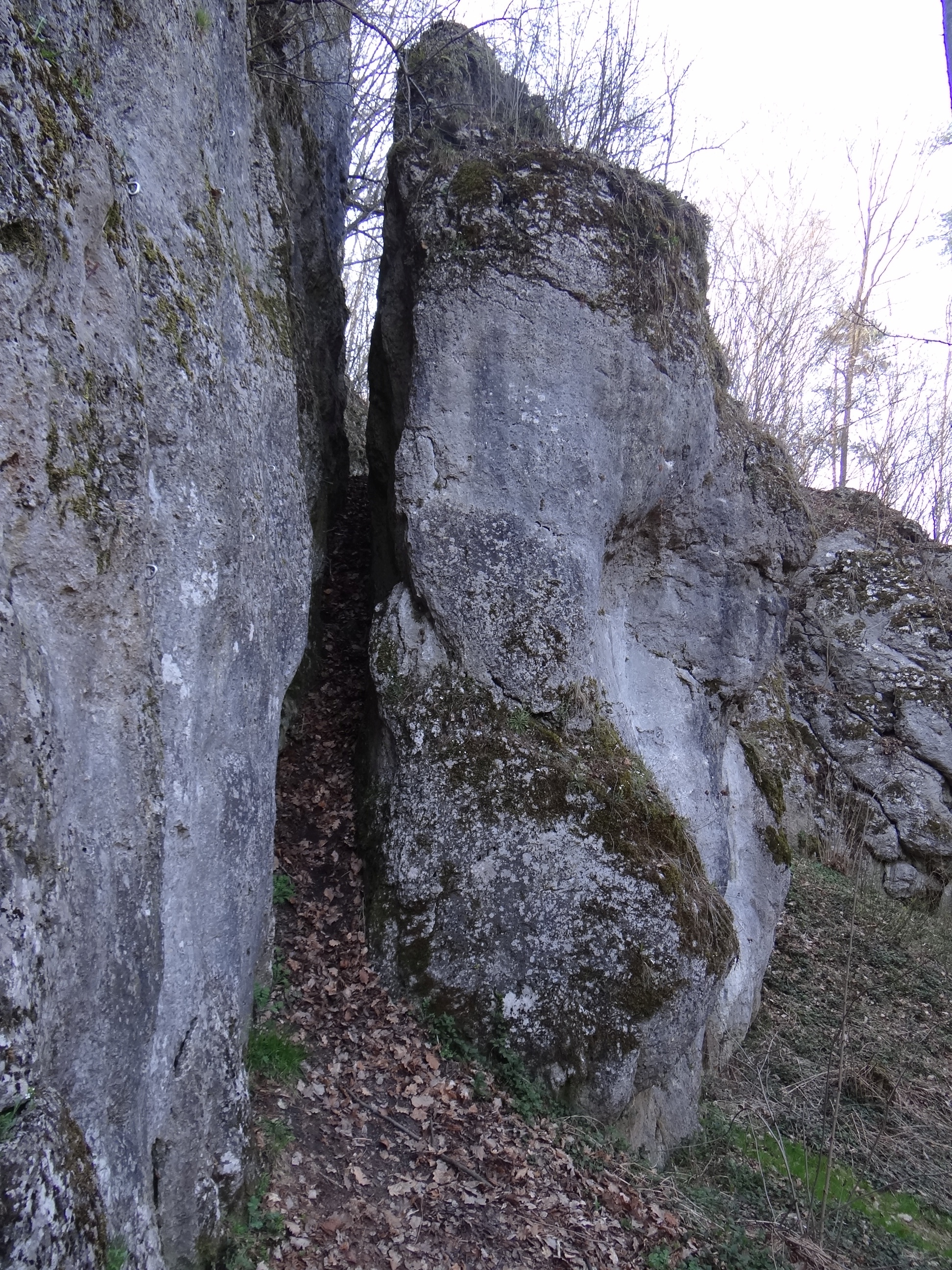
Żmijowa Płetwa

Żmijowe Skały – dwie skały w prawych zboczach Doliny Brzoskwinki w miejscowości Chrosna w województwie małopolskim, w powiecie krakowskim, w gminie Liszki. Znajdują się na Garbie Tenczyńskim (część Wyżyny Krakowsko-Częstochowskiej) w obrębie Tenczyńskiego Parku Krajobrazowego.
W 2007 r. na prawym zboczu Doliny Brzoskwinki usunięto zadrzewienia na skałach i w ich otoczeniu, przez co skały stały się dobrze widoczne i efektowne. Żmijowe Skały znajdują się w północnej części grupy skał, pomiędzy Mysiurą i Brzuszną Skałą. Tuż poniżej skał prowadzi szlak turystyczny i ścieżka dydaktyczna.
Zbudowane z wapienia Żmijowe Skały mają wysokość 7–8 m, pionowe lub przewieszone ściany z filarem i zacięciem. Są obiektem wspinaczki. Wspinacze opisują je jako Żmijowa Skała i Żmijowa Płetwa. Poprowadzili na nich 11 dróg wspinaczkowych o trudności  od III do VI.4 w skali Kurtyki. Niemal wszystkie mają zamontowaną asekurację w postaci 2–4 ringów (r) i stanowisko zjazdowe (st) lub ringi zjazdowe (rz). Ściany wspinaczkowe o wystawie wschodniej.

## Drogi wspinaczkowe

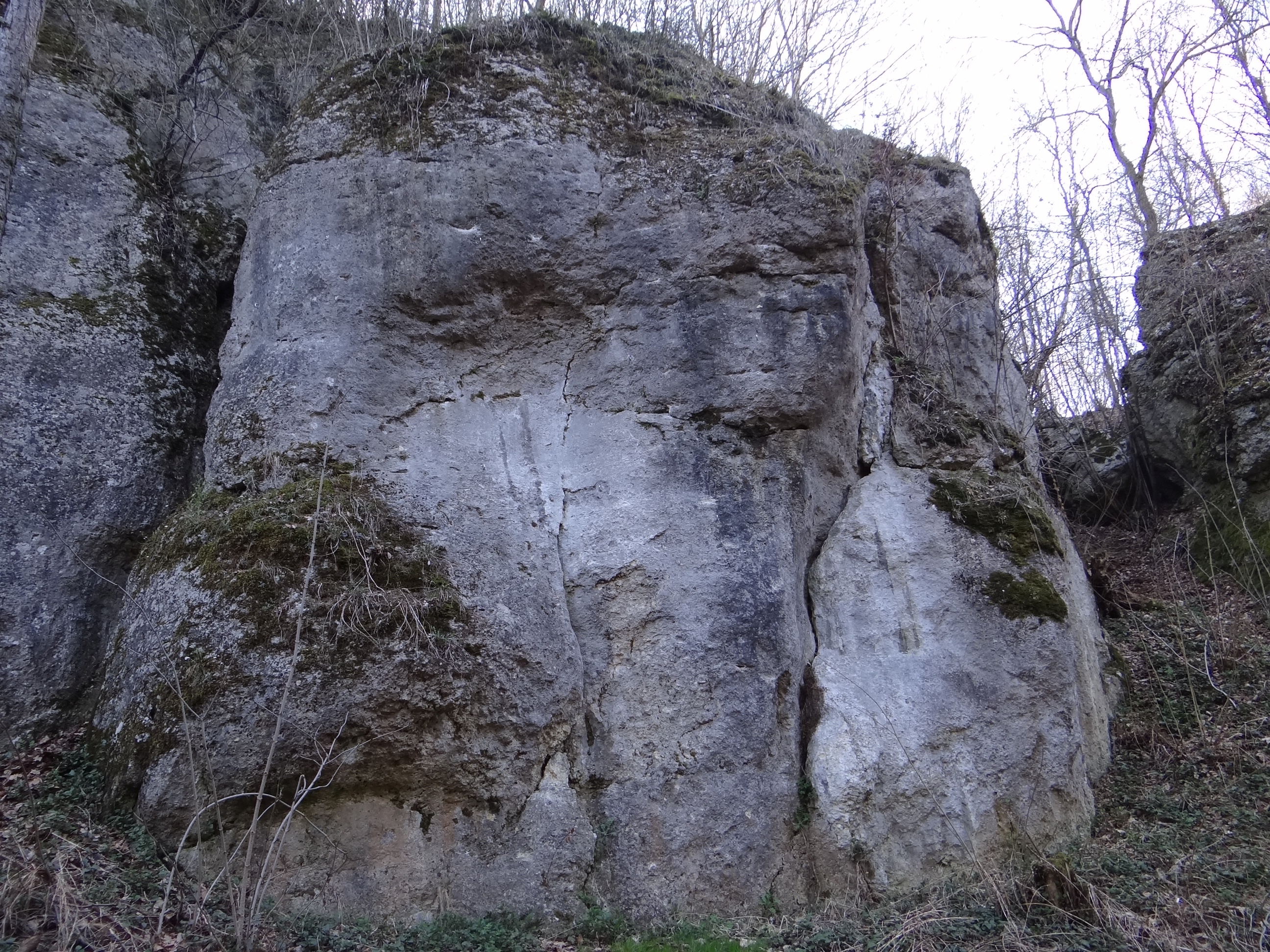
Żmijowa Skała
1. Bob Budowniczy; 4r + st, III, 7 m
2. Potwory i spółka; 4r + st, IV, 8 m
3. Szeregowiec dolot; 2r + st, V, 8 m
4. Pingwiny z Madagaskaru; 2r + st, VI.1, 8 m

Żmijowa Płetwa
1. Alameda slim; 2r + rz, V, 7 m
2. Żmijowa harfa; rz, VI+, 7 m
3. Oponent; 2r + rz, VI.4, 8 m
4. Poręczyciel; 3r + rz, VI.1, 8 m
5. Aklamacja; 3r + rz, VI.2+, 8 m
6. Proklamacja; rz, IV, 8 m
7. Reklamacja; 2r + rz, VI.2, 8 m[4].

## Szlaki turystyczne
Mników – Dolina Mnikowska – Wąwóz Półrzeczki – Dolina Brzoskwinki – Brzoskwinia – Las Zabierzowski – Zabierzów.
 ścieżka dydaktyczna „Chrośnianeczka”: Chrosna – Dolina Brzoskwinki – Chrosna